# Assemblée législative de Sébastopol
 (mai 2025).
IIe législature
Siège de l'Assemblée législative de Sébastopol
L'Assemblée législative de Sébastopol (en russe : Законодательное собрание Севастополя romanisé : Zakonodatelnoïe sobranie Sevastopolia) est l'organe législatif de la ville fédérale de Sébastopol, en Crimée. Ses pouvoirs sont déterminés par la Charte de Sébastopol.
Elle siège dans le bâtiment du conseil municipal, au numéro 3 de la rue Lénine. L'assemblée compte 24 membres appelés « députés », élus au suffrage universel au scrutin uninominal majoritaire à un tour pour une durée de 5 ans.

## Histoire
À la suite de l'annexion de la Crimée par la Russie en 2014, le gouvernement russe remplace le Conseil Municipal de Sébastopol, représentatif de l'autorité ukrainienne locale, par Assemblée législative de Sébastopol le 17 mars 2014. La Charte de Sébastopol, qui fixe les pouvoirs de l'assemblée, est adoptée le 11 avril 2014.
Les premières élections sont organisées le 14 septembre 2014, et les secondes ont lieu le 9 septembre 2019.

## Pouvoirs
Selon la constitution de la fédération de Russie, la ville Sébastopol est un sujet indépendant de la fédération de Russie, doté du statut de ville d'importance fédérale.
Iekaterina Altabaeva est la représentante de l'Assemblée législative de Sébastopol au Conseil de la fédération depuis la seconde législation, le 14 septembre 2014.

## Législature
La mandature a été élue le 8 septembre 2019 lors des élections infranationales russes de 2019, avec ensuite deux élections partielles en 2020 et 2021.
La mandature depuis novembre 2021 :